# Horváth Barnabás (egyértelműsítő lap)
- Horváth Barnabás Zoltán (1965–) magyar zeneszerző
- Horváth Barnabás (?)[1] magyar színművész

## Hasonló néven
- Horváth Barna (egyértelműsítő lap)